# Río Lipinza
Río Lipinza är ett vattendrag  i Chile.   Det ligger i regionen Región de Los Ríos, i den södra delen av landet, 700 km söder om huvudstaden Santiago de Chile. Río Lipinza ligger vid sjön Lago Pirehueico.
I omgivningen kring Río Lipinza växer i huvudsak blandskog och området är  mycket glesbefolkat, med 6 invånare per kvadratkilometer.